# HBS Craeyenhout FC
El HBS Craeyenhout FC es un equipo de fútbol neerlandés de La Haya que juega en la Vierde Divisie, la quinta división de fútbol en el país.

## Historia
Fue fundado el 7 de octubre de 1893 en la capital La Haya como parte del club multideportivo HBS Craeyenhout, el cual está también representado en hockey sobre hierba, voleibol y críquet.
Fue uno de los equipos fundadores del desaparecido Campeonato de los Países Bajos, en el cual jugó las primeras 58 temporadas de la liga, y que ganó en 3 ocasiones. El club tenía la opción de jugar en la nueva primera división Eredivisie en 1957, pero con la condición de que debían pasar al profesionalismo, pero rechazaron la idea y decidieron continuar como un club aficionado, categoría en la que están desde entonces.

## Palmarés
- Campeonato de los Países Bajos: 3

1903/04, 1905/06, 1924/25
- Copa KNVB: 2

1901, 1908

## Entrenadores
- Ron Dellow (1952-53)
- Ron Dellow (1960-61)